# Maltebrunia schliebenii
Maltebrunia schliebenii là một loài thực vật có hoa trong họ Hòa thảo. Loài này được (Pilg.) C.E.Hubb. mô tả khoa học đầu tiên năm 1962.